# Motorlet M-701
Le Motorlet M-701 est un turboréacteur tchécoslovaque, qui fut utilisé sur l'avion d'entraînement Aero L-29 Delfín. Environ 9 250 moteurs furent produits entre 1961 et 1989 (8 750 unités en 1986). Les derniers exemplaires ont volé fin 2003, date du retrait du L-29 du service opérationnel.

## Conception et développement
En 1955, à l'institut de recherches Letňany, près de Prague, le motoriste tchécoslovaque Motorlet débuta la conception d'un nouveau turboréacteur devant propulser l'Aero L-29 Delphin, un petit monoréacteur d'entraînement conçu par Aero Vodochody à l'occasion d'une compétition pour un appareil devant équiper toutes les forces du pacte de Varsovie, lancée en 1956. Le résultat de cette conception, désigné Motorlet M-710, était initialement un moteur à compresseur axial, doté de six chambres de combustion tubulaires (tubes à flammes), d'une turbine à un seul étage, et d'une tuyère à section fixe. Il développait une poussée de 8,34 kN. Toutefois, après consultation en mars 1957 entre les chefs de l'armée de l'air soviétique et les trois intervenants responsables du projet en Tchécoslovaquie, l'ingénieur Karel Tomáš, le docteur Jozef Hošek et l'ingénieur Jiří Rada, la conception du moteur fut entièrement revue et devait faire appel à un compresseur centrifuge, moins sensible à l'aspiration de saletés. En effet, les avions L-29 (alors encore désignés sous le nom de projet C-29) devaient servir d'avions d'entraînement avancé, mais également d'appareils de formation de base, celle-ci se déroulant souvent à partir d'aérodromes dotés de pistes en herbe. 
Le moteur vit alors sa désignation changée en M-701, un turboréacteur d'architecture très simple à un seul arbre et à compresseur centrifuge, qui fut également le premier réacteur entièrement conçu en Tchécoslovaquie (bien que Motorlet ait auparavant produit le Klimov VK-1 sous licence).
Le M-701 fut lancé pour la première fois en 1958, et le moteur no 4 fut testé sur le laboratoire volant Avia B-228 le 28 décembre 1959,, avec aux commandes le lieutenant pilote Dvořák, le major navigateur Máj, assistés de l'ingénieur M. Kostroun. Le no 8 propulsa le troisième prototype du L-29 quand il vola le 12 juillet 1960 (les deux premiers prototypes ayant volé l'année précédente avec des Rolls-Royce Viper britanniques, en raison des retards de développement dus au changement de conception de 1657). Le L-29 fut désigné vainqueur de la compétition, et fut commandé en grandes quantités, ce qui assura donc un gros succès pour le M-701. Sa production débuta à Jinonice, près de Prague, en 1961. Quand cette production cessa, en 1989, plus de 9 250 exemplaires avaient été fabriqués.

## Caractéristiques
Le M-701 est un turboréacteur monocorps à compresseur centrifuge unique, doté de sept chambres de combustion séparées et d'une tuyère à section fixe. La turbine dans les gaz d'échappement n'est pas équipée de système de refroidissement. Différentes versions du moteur ont été produites, équipant les avions L-29, L-29A et L-29R. Les premiers prototypes du moteur M-701 avaient une durée de vie maximale de seulement 50 heures, alors que les versions suivantes M-701B-150, M-701BC-250, M-701C-500 et M-701D virent leur durée de vie augmenter à 150 puis 500 heures.
Caractéristiques du M-701C-500
- Longueur totale : 2 113 mm

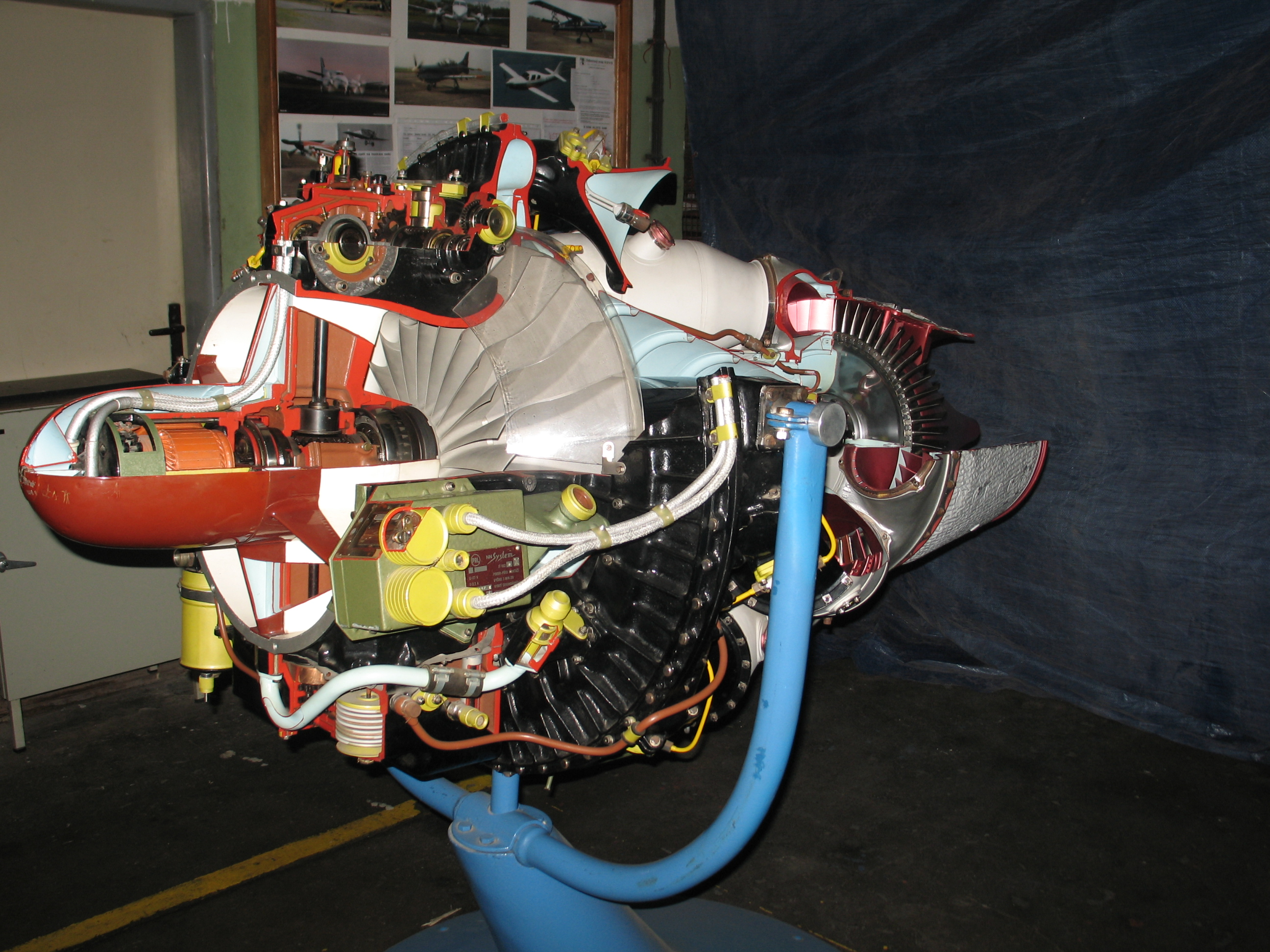
Vue en coupe d'un M-701. Sur la gauche de la photo, on distingue très nettement le cône avant abritant la génératrice, suivi du compresseur centrifuge.

- Diamètre interne maximal : 889 mm
- Diamètre externe maximal : 980 mm
- Masse à sec : 335 kg ± 2,5 %
- Poussée maximale : 8,73 kN
- Régime de rotation maximal : 15 400+40
−30 tr/min
- Température maximale des gaz entrant dans la turbine : t3 = 890 °C
- Température maximale des gaz après la turbine : t4 = 700 °C
- Temps d'accélération du moteur au régime maximal : de 14 à 18 s
- Consommation de carburant spécifique au régime maximum : 0,116 kg/(kN.h)
- Taux de compression maximal : 4,34 : 1
- Débit d'air dans le compresseur : 16,7 kg/s

### Système d'admission
Le dispositif amenant l'air au moteur est constitué de deux canaux en demi-lune, sur les côtés de l'avion, amenant l'air à la section circulaire avant du moteur. Le carter avant du moteur est constitué d'une pièce en acier moulé et en constitue l'épine dorsale. Un carénage en forme d'ogive arrondie abrite le roulement avant du compresseur, tandis que des entretoises aérodynamiques creuses canalisent l'air et le guident vers le compresseur.
Le carter avant est la partie du moteur où sont fixés tous les éléments extérieurs à celui-ci. Il sert notamment de support au moteur électrique de démarrage du turboréacteur. Les lèvres de l'entrée d'air, ainsi que les bords d'attaque des entretoises d'admission, sont protégés du givre par injection d'une petite partie de l'air chaud prélevé après le compresseur.

### Compresseur
Le M-701 est doté d'un compresseur centrifuge à un seul étage, et n'employant qu'une seule face (contrairement au Klimov RD-500 par exemple, qui utilisait les deux faces de son compresseur pour amener l'air aux chambres de combustion). L'admission d'air se fait dans l'axe de fonctionnement du moteur (le RD-500 avait, lui, des entrées d'air latérales).
La section de stator du compresseur est constituée du carter du compresseur, d'un canal de transfert d'air amenant l'air comprimé aux chambres de combustion via un diffuseur, et d'une baque de support pour l'axe de rotation de la partie mobile du compresseur. Le diffuseur est équipé de petites lames redressant le flux d'air comprimé et le répartissant de manière égale entre les sept chambres de combustion, via sept coudes adaptés. Le stator est constitué en alliage coulé.
La section rotor est constituée d'un seul étage à face unique. Cette roue radiale est coulée dans un alliage d'aluminium et sa surface est peaufinée par un usinage de précision, avant de recevoir un traitement de surface par anodisation. La face avant de la roue à aubes est fixée à un axe qui la maintient en place, alors que sa face arrière est relié à la turbine par l'intermédiaire d'un arbre creux. La partie avant est maintenue par des roulements à billes à maintien axial et radial, alors que la partie arrière est maintenue dans le sens radial par de simples roulements à rouleaux.

### Chambres de combustion
Le M-701 dispose de sept chambres de combustion séparées, aussi désignées tubes à flammes, qui sont disposées autour du cône de roulement contenant l'arbre creux central du moteur. Ce dernier ne soutient cependant pas les chambres, qui sont maintenues en position idéale car elles sont prises en étau entre le côté admission et le côté échappement du moteur. Elles sont reliées les unes aux autres par des tubes creux, permettant d'égaliser les pressions en cours d'utilisation, afin de rendre le moteur plus stable en fonctionnement.
Chaque chambre de combustion est dotée d'une tête, reliée à l'un des coudes du collecteur d'admission en sortie de compresseur, d'un tube où se produit sa combustion, et est reliée à la turbine par le collecteur d'échappement, qui se charge d'amener les gaz de combustion vers les aubes de la turbine. La face extérieure des chambres de combustion est dotée d'un trou pour permettre la vidange du carburant excédentaire en cas d'intervention de maintenance. Les coudes amenant l'air comprimé aux chambres sont dotés de trous accueillant les injecteurs de carburant et de petites ailettes générant des tourbillons aérodynamiques favorisant un bon mélange avant combustion. les chambres no 2 et 6 disposent aussi de trous pour l'allumage du mélange air/carburant, alors que les autres chambres s'enflamment par communication via les petits canaux reliant les chambres entre elles.

### Turbine à gaz
La turbine à gaz du M-701 est de type axiale, à un seul étage, et sans refroidissement.
Le stator est constitué d'un collecteur de gaz, d'aubes de redressement du flux, de bagues de maintien extérieure et intérieure, et de l'enveloppe extérieure. Le collecteur assure une transition en douceur des gaz des chambres de combustion tubulaires individuelles à la section annulaire en amont de la turbine à gaz. Les aubes de guidage du collecteur sont pleines, non refroidies, et en alliages résistant à la chaleur. Les canaux reliant les sorties des chambres de combustion au collecteur sont en acier de haute qualité résistant à la chaleur. Le collecteur contient 47 ailettes de guidage des gaz vers la turbine.
Le rotor est une structure en disque, directement reliée à l'arbre entraînant également le compresseur. Ce disque supporte 61 ailettes non refroidies en acier résistant à la chaleur, qui sont maintenues fixées au disque par une couronne à chevrons en tôle d'acier. L'ensemble est monté sur des roulements à rouleaux (en amont) et à billes (en aval).

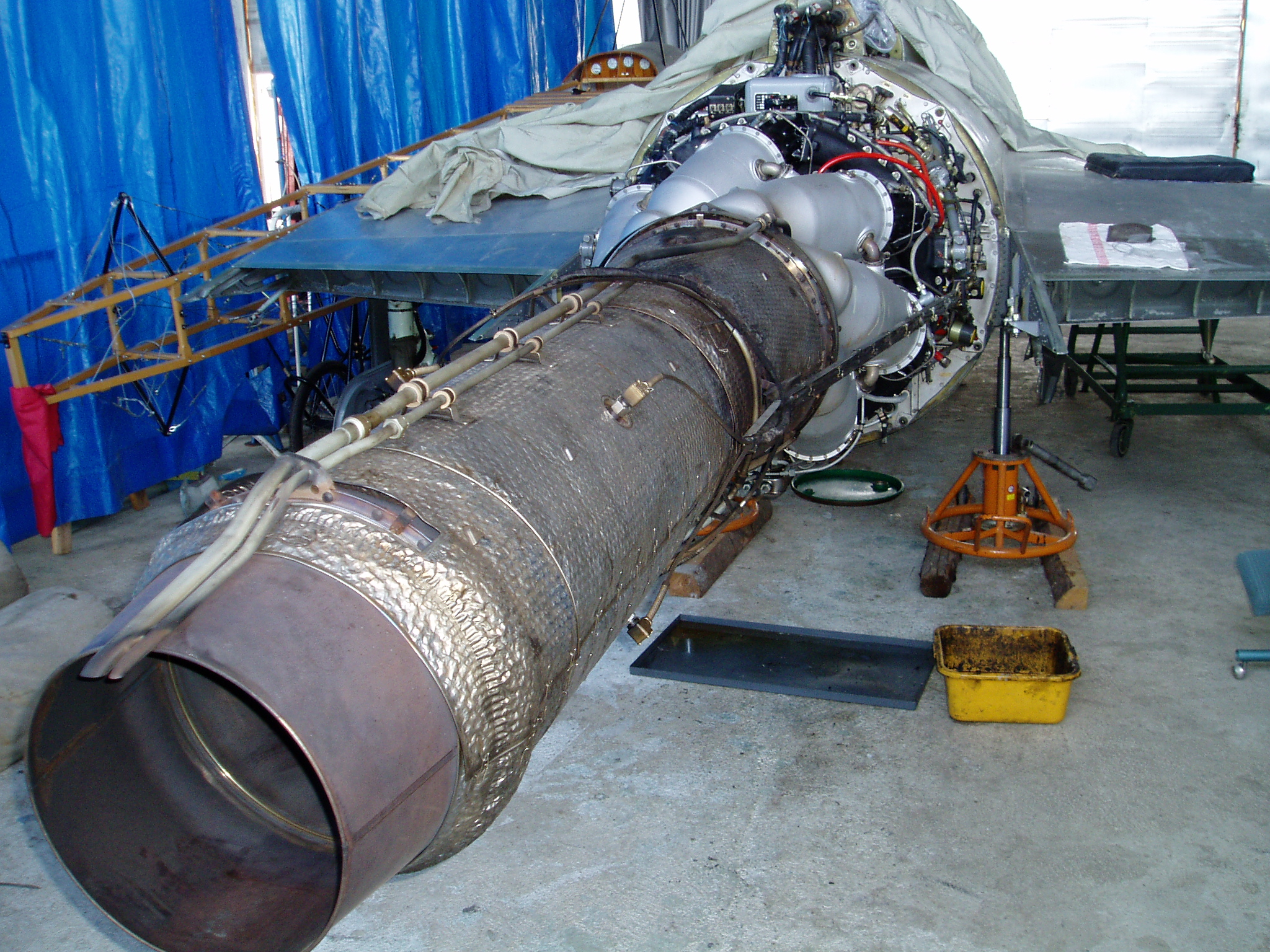
Plan rapproché de la tuyère d'un M-701, ici encore accroché à l'avion L-29. Les petites canalisations présentes sur le dessus évacuent les vapeurs de carburant et d'huile excédentaires.

### Échappement
L'évacuation des gaz brûlés du M-701 se compose d'un diffuseur, d'un tube d'extension et de la buse à section fixe.
Le diffuseur assure un passage en douceur des gaz provenant de la turbine à partir du système de turbine à gaz à la sortie du moteur. Il se compose d'une enveloppe extérieure conique d'un cône intérieur, installé dans l'axe de rotation du moteur. Les deux sont reliés entre eux par trois entretoises aérodynamiques. Le tube d'extension, de forme cylindrique, relie le diffuseur en sortie de turbine à la tuyère, située à l'extrémité arrière du moteur. En son milieu sont installés 4 thermocouples, mesurant la température des gaz en sortie de turbine, aussi désignée « t4 ».
La tuyère est reliée au tube d'extension par des vis, et dispose d'une section fixe. Le diamètre de cette dernière varie de 303 à 316 mm. Ce diamètre, choisi en usine, déterminera la poussée, la température des gaz d'échappement et la consommation spécifique du moteur.

### Accessoires
Le M-701 est doté d'un démarreur électrique, qui est relié aux parties mobiles par l'intermédiaire d'une boîte à engrenages, réalisée en alliage léger. Celle-ci permet de diminuer la puissance à fournir pour lancer le moteur. Le mouvement est transmis du moteur électrique à l'axe du compresseur réacteur par l'intermédiaire d'un arbre creux passant à l'intérieur de l'une des nervures de l'entrée d'air du moteur. Cet arbre permet aussi d'entraîner la génératrice de courant (dans le cône avant) et la pompe à essence du moteur.
La partie basse de l'entrée d'air contient un carter d'huile, ainsi que la pompe et les filtres qui y sont associés. Un autre arbre vertical descend du compresseur par l'une des nervures de l'entrée d'air pour entraîner la pompe de lubrification.

### Lubrification
Le système de lubrification du M-701 est sous pression et à circuit ouvert, l'huile étant alors évacuée dans l'air extérieur après usage. Ce système est conçu pour assurer un fonctionnement fiable du moteur pendant 15 secondes lorsqu'il vole sur le dos ou sous forts facteurs de charge négatifs.
Ce système est divisé en deux parties, la première devant lubrifier les roulements avant du moteur ainsi que les engrenages des accessoires installés autour de l'entrée d'air. La deuxième partie est chargée de lubrifier et de refroidir le palier arrière, situé au niveau de la turbine. Le système est équipé d'une pompe mettant l'huile sous pression, d'un filtre adapté à cette pression, d'un capteur de température d'huile, de multiples buses, de refroidisseurs, de filtres basse pression, de deux pompes d'aspiration (avant et arrière) et d'évents pour évacuer les pics de pression, si l'huile monte trop en pression. Cet évent est relié à une soupape installée dans le carter d'huile et évacue l'huile dans l'atmosphère par un canal prévu à cet effet.
Dans le cockpit, le pilote dispose d'un indicateur de température et d'un indicateur de pression d'huile. En fonctionnement normal, sa pression doit se situer entre 0,2 et 0,2 MPa. L'huile utilisée est de la MS-8P ou MK-8P.

### Circuit de carburant
Le système de carburation du M-701 fournit une alimentation régulée de carburant dans les chambres de combustion du moteur, en fonction d'une consigne précise, qui dépendra d'un besoin d'accélérer, décélérer, modifier sa vitesse ou son altitude pendant le vol. L'alimentation est contrôlée en fonction de la variation de la pression de l'air arrivant à l'entrée du moteur.
Le système de carburant du moteur se compose du réservoir de carburant, de la pompe à carburant basse pression, d'une soupape de sécurité, d'une vanne de dérivation, d'un filtre à carburant basse pression, d'un indicateur de pression de carburant, d'une pompe à carburant haute pression à pistons, d'un contrôleur barostatique, d'un papillon des gaz, un distributeur de carburant, des rampes d'injecteurs de carburant et d'un système d'évacuation des impuretés ou des déchets de combustion imparfaite.
Le carburant provenant du réservoir est amené à basse pression à travers les filtres basse pression et le robinet de sécurité par une pompe à pistons basse pression LUN 6201.01. Le carburant à haute pression circule à travers la pompe à haute pression , les filtres à haute pression, la vanne de régulation de débit LUN 7572.01 et le distributeur LUN 5200,01, qui répartit ensuite le carburant vers les buses individuelles installées dans chacune des chambres de combustion.
Le contrôle de l'alimentation en carburant est assurée par régulateur de carburant barométrique LUN 6701.01, qui assure une alimentation toujours correcte en carburant, quelles que soient l'altitude et la vitesse auxquelles évolue l'avion.

### Système d'allumage
Le système d'allumage du M-701 est électrique. L'énergie électrique est fournie par la génératrice installée dans le cône avant situé devant le compresseur. La mise à feu du mélange air/carburant est assurée par deux bougies d'allumage à basse tension, le front de flamme se propageant ensuite vers les autres chambres par les canaux de communication qui les relient entre elles.

### Refroidissement
Le système refroidissement du moteur vise à le faire fonctionner dans une plage de températures idéale, convenant à tous les éléments qui le constituent, en particulier sa turbine, exposée à de hautes températures. Si les aubes de la turbine ne sont pas creuses, et donc non-refroidies, la turbine est tout de même alimentée en air frais par de l'air prélevé en sortie de compresseur. La circulation de l'huile participe également dans une certaine mesure à maintenir une température correcte à l'ensemble des éléments du moteur.

## Applications
- Aero L-29 Delfín